# Belosavci
Belosavci (cyr. Белосавци) – wieś w Serbii, w okręgu szumadijskim, w gminie Topola. W 2011 roku liczyła 1017 mieszkańców.